# Цвик, Макар Сафронович
Мака́р Сафро́нович Цвик (1895, Будераж, Волынская губерния — 14 января 1938, Киев) — прокурор Днепропетровской области. Входил в состав особой тройки НКВД СССР.

## Биография
Родился в 1895 году в селе Будераж Волынской губернии.
В 1912 году вступил в РСДРП.
В 1927—1928 годах — председатель Старобельского окружного суда.
В 1929—1930 годах — председатель Криворожского окружного суда.
В 1935—1937 годах — прокурор Днепропетровской области. Этот период отмечен вхождением в состав особой тройки, созданной по приказу НКВД СССР от 30.07.1937 № 00447 и активным участием в сталинских репрессиях.
Арестован в 1937 году. По сталинскому расстрельныму списку от 3 января 1938 года (Украинская ССР) («за» 1-ю категорию Жданов, Молотов, Каганович, Ворошилов) приговорён к ВМН 14 января 1938 года выездной сессией ВКВС в Киеве. Расстрелян 15 января 1938 года. Место захоронения — спецобъект НКВД УССР «Быковня». Реабилитирован посмертно 14 ноября 1957 года.